# 消毒搓手液
消毒搓手液（英語：hand sanitizer，也稱為乾洗手，英文名稱另有hand antiseptic、hand disinfectant、hand rub或是handrub）是一種用於殺死手部病毒、細菌和微生物的液體、凝膠，或是泡沫，也有乳膏、噴霧劑或濕巾的形式。雖然用肥皂和水來洗手通常是較佳選擇，但在沒肥皂和水的情況下，消毒搓手液是種方便的替代品。但此法對某些病原體，如諾羅病毒和艱難擬梭菌的效力較低，且無法去除有害化學物質。不正確的使用方式也會降低其有效性（例如在搓手液乾燥前即擦拭掉），且某些使用低醇類濃度搓手液的效果會較差。此外，若頻繁使用搓手液，可能會破壞用者皮膚上的微生物群，導致皮膚炎發生。
美國疾病管制與預防中心 (CDC) 推薦在無肥皂和水的情況下，可採用含醇類（乙醇或2-丙醇）濃度至少60%的搓手液作為替代。這些消毒劑在醫療保健環境中通常比使用肥皂和水洗手更受歡迎，原因是前者在減少細菌方面更有效，且皮膚對其有更好的耐受性。然而當有明顯的污染或在如廁後，仍應採洗手的方式。搓手液若不含醇類，可能所含的是苯扎氯銨或二氯苯氧氯酚，但效果較差，一般不建議使用，前述苯扎氯銨或二氯苯氧氯酚有不易燃的特性。
醇類搓手液的配方通常含有2-丙醇、乙醇或是1-丙醇的混合物，濃度在60%至95%之間的最為有效。這些消毒劑易燃，可消滅多種微生物，但對孢子無效。可添加甘油等化合物以防止皮膚乾燥，有些還會添加香料，但可能會導致過敏反應，因此不建議使用。不含醇類的配方效果較差，應謹慎使用。
以醇類作為抗菌劑的做法至少在公元1363年即出現，有證據顯示其在19世紀後期開始受到應用。醇類搓手液在1980年代開始在歐洲變得普遍，且開始列入世界衛生組織基本藥物標準清單之中。

## 用途

### 一般大眾
醇類搓手液對於雙手油膩或明顯髒污可能無法發揮效果。在醫院中的醫護人員，其手部通常會受到病原體污染，但少有出現油膩或髒污的情況。
一些市售搓手液（以及根據網路示範的自製品）的醇類濃度過低，而會降低它們的殺菌功效。已開發國家中的貧困人口和開發中國家的人口可能更難獲得含有有效醇類濃度的搓手液。

### 學校
目前有證據顯示一般學校在執行手部衛生干預措施的效果不佳。
由考科藍合作組織發表的一項2020年綜述中，將搓手液與傳統的肥皂水洗手技術比較，以及隨後對學生缺勤率的影響，發現前者對與疾病相關的缺勤率有微小，卻有益的結果。

### 醫療保健

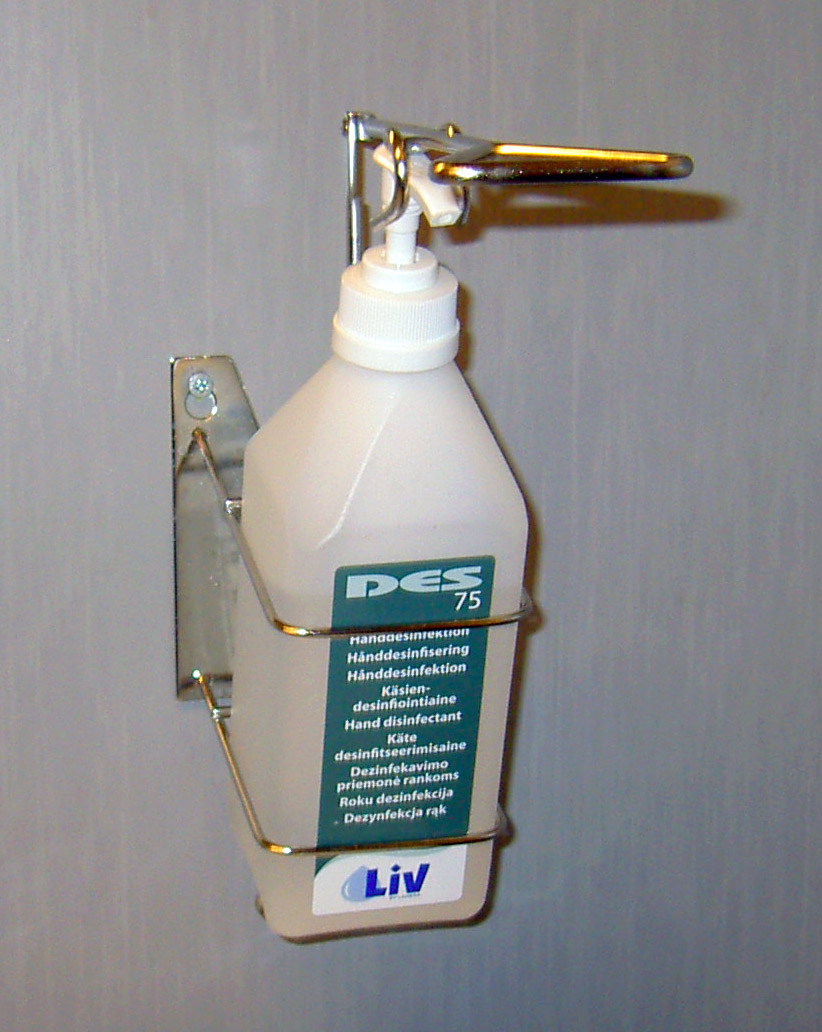
一設於醫院中的酒精搓手液供應瓶。

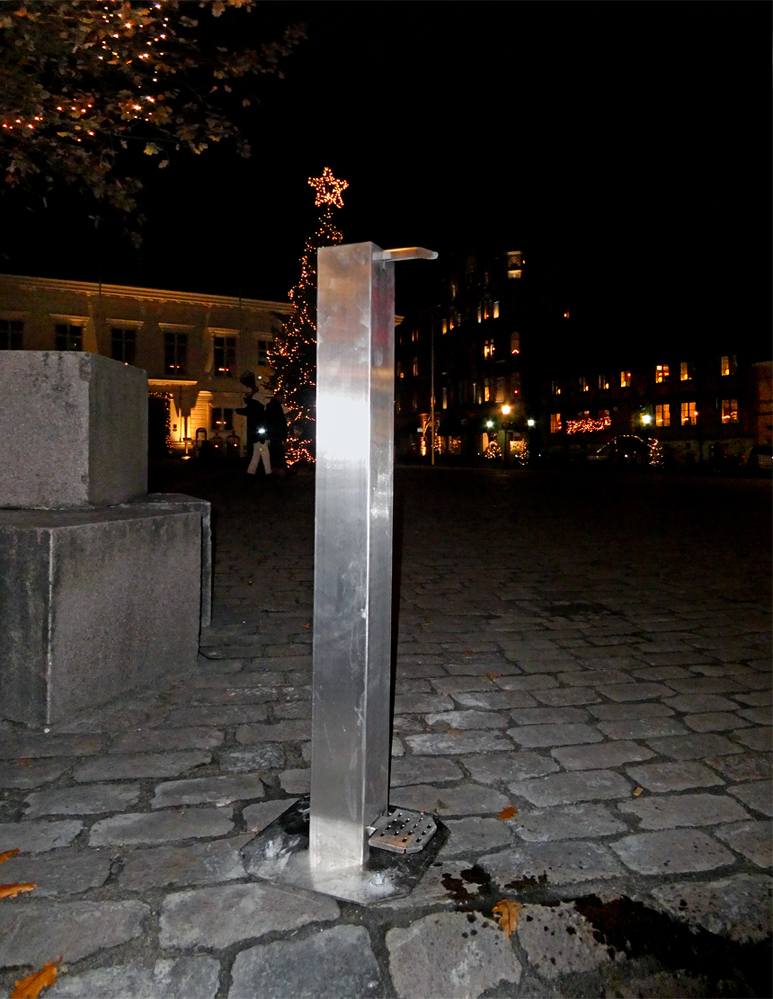
於瑞典羽斯塔德的一處廣場，一座酒精搓手液自動供應器。（攝於2020-11-28）.

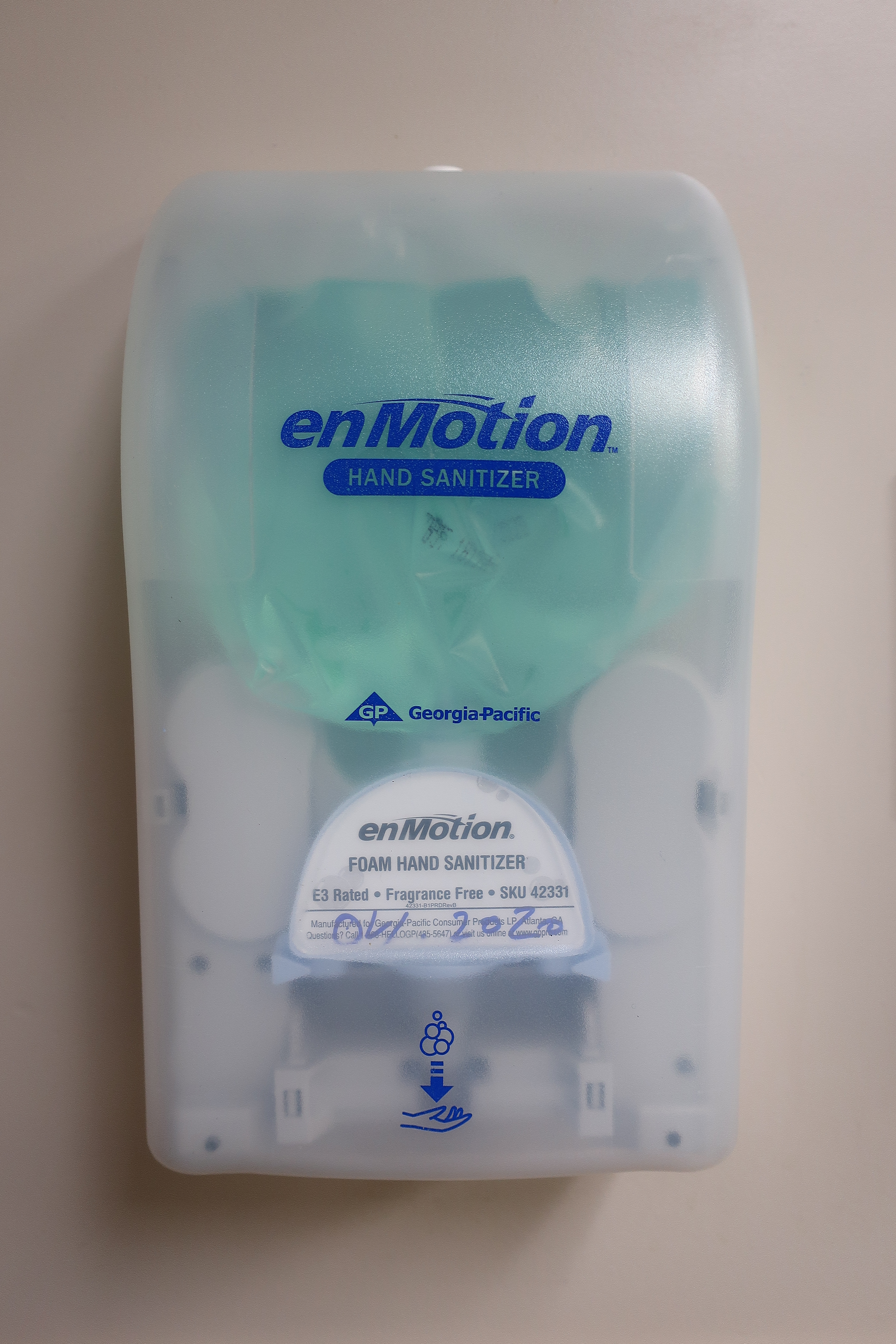
於美國的一具搓手液自動供應器。

消毒搓手液於1966年首次引入醫院和醫護機構中。並在1990年代初期開始普及。
在醫療保健環境中的大多數情況，醇類搓手液較使用肥皂和水洗手更為方便。對於醫護人員，搓手液通常在手部消毒方面更有效，且比肥皂和水更易耐受。但在污染存在或是如廁後，仍應使用肥皂和水的手部清洗。
人們應使用含有至少60%醇類或含有"持久性抗菌劑"的搓手液。醇類搓手液可殺死許多不同類型的細菌，包括抗藥性細菌和結核病菌，還可殺死許多類型的病毒，包括流感病毒、普通感冒病毒、冠狀病毒和人類免疫缺乏病毒（HIV）。
含有90%醇類搓手液對抗病毒的效力比大多數其他形式的手部清洗更強。2-丙醇可在30秒內殺死99.99%或更多的非孢子形成細菌，在實驗室或是人體皮膚上的效果相同。
搓手液中的醇類濃度至少要達到60%，且與皮膚接觸10-15秒後才能有效破壞細菌的蛋白質結構，達到殺菌目的。若醇類濃度過低或用量不足，將無法在短時間內達到理想的殺菌效果。在有高脂或高蛋白廢棄物存在的環境中（例如食品加工廠），僅使用醇類搓手液可能不足以確保適當的手部衛生。
對於如醫院和診所的醫療環境，殺滅細菌的最佳醇類濃度為70%至95%。根據東田納西州立大學進行的調查，美國商店銷售的搓手液中，有些產品的醇類濃度有低至40%的情況。
醇類搓手液可殺死大多數細菌和真菌，並阻擋某些病毒。含有至少70%醇類成分（主要是乙醇）的搓手液在使用30秒後，可將99.9%的手部細菌殺死，一分鐘內可殺死99.99%至99.999% 的細菌。
- 在醫療保健方面，最佳消毒需要顧及所有手部暴露的部分，如指甲周圍、手指之間、拇指背面和手腕周圍。應將搓手液徹底揉搓到手上和前臂下部，持續至少30秒，然後讓其自然風乾[34]。
- 醇類搓手液不僅能快速殺菌，且能減少肥皂與水洗手對皮膚造成的乾燥，是一款兼具清潔與護膚功效的產品。[35][36][37][38]。

含有60%至95%的醇類搓手液可殺死細菌、多重耐藥性細菌（如耐甲氧西林金黃色葡萄球菌（MRSA）和抗萬古黴素腸球菌（VRE））、結核病菌以及一些病毒（包括HIV、皰疹、人類呼吸道合胞病毒（RSV）、鼻病毒、牛痘病毒、流行性感冒病毒和肝炎病毒）和真菌。含有70%醇類搓手液在塗抹30秒後可殺死99.97%（3.5對數減少，相當於35分貝減少）的手部細菌，一分鐘後可殺死99.99%至99.999%（4至5對數減少）的手部細菌。

### 缺點
雖然搓手液方便快捷，但肥皂和水仍是清潔雙手的最佳選擇。特別是當手部沾染肉眼可見的汙垢、體液，或需要去除頑固的病菌（如艱難擬梭菌孢子、隱孢子蟲屬）以及某些病毒（如諾羅病毒）時，肥皂和水的清潔效果更佳。此外，搓手液對農藥等化學物質的去除效果有限。建議在有條件的情況下，盡量使用肥皂和水洗手。CDC也指出搓手液無法有效去除農藥等化學物質。

## 安全性

### 火災
有研究人員根據英國國家病人安全署 (National Patient Safety Agency) 的國家報告與學習服務 (NRLS) 資料庫，以探討醇類外科手術時進行皮膚消毒液是否與手術室火災的發生有關，研究期間內共報告有13起手術室火災。其中11起與醇類外科手術皮膚消毒劑或浸泡過消毒劑的紗布和敷單直接相關。
為最大程度降低火災風險，使用醇類搓手液時應將手搓至完全乾燥，讓醇類完全蒸發。在使用過程中點燃含醇類搓手液的情況很少見，但有一個醫療工作者使用搓手凝膠，然後脫掉聚酯纖維隔離衣，接著觸摸金屬門，而她的手仍有部分搓手液殘留，靜電產生火花並點燃其手上凝膠的案例。:13搓手液應存放在低於40.6°C（105°F）的溫度下，且不應在高溫天氣時將之留在汽車內，以降低自燃風險。消防部門建議將醇類搓手液的補充裝與清潔用品一起存放，遠離熱源或明火。

### 皮膚
研究人員尚未深入研究使用搓手液對人體和微生物群的影響。對醫護人員的研究，顯示高使用搓手液頻率與手部濕疹的發生率有關聯。
搓手液中的醇類會去除皮膚表層的油脂，可能會對皮膚的屏障功能造成負面影響。一項研究還顯示使用抗菌清潔劑消毒雙手，會比僅使用酒精造成更多皮膚脂質損失，而破壞更多的皮膚屏障。
除非配方中添加柔軟劑和/或皮膚保濕劑，否則頻繁使用醇類搓手液會導致皮膚乾燥。在臨床試驗中，含有柔軟劑的醇類搓手液比肥皂或抗菌清潔劑對皮膚的刺激和乾燥程度要小得多。

### 攝入
美國食品藥物管理局（FDA）將抗菌洗手液和消毒搓手液列為手部清潔用的非處方藥 (OTC) 。
FDA要求商家用清楚的標籤，告知消費者如何正確使用這種非處方藥，以及應避免的危險，包括警告成人不要攝入、不讓眼睛接觸、放在兒童無法取得的地方，且兒童僅在成人監督下方可使用。根據非營利組織美國中毒控制中心的數據，美國於2006年曾報告有近12,000起誤食消毒搓手液的案例。但CDC建議讓兒童在監督下使用搓手液，以養成良好的衛生習慣，並進一步建議父母在旅行時為孩子準備，以避免他們因手部髒污而感染疾病。
據報導有發生過監獄和醫院中有人飲用含醇類凝膠而醉酒的事件。因此某些機構中會對含醇類消毒液和凝膠的存取進行控制和管理。例如美國新墨西哥州於 COVID-19大流行期間的幾週內，有7名酗酒者因飲用消毒劑而受嚴重傷害：3人死亡，3人病情危急，及1人永久失明。
於2021年，印度馬哈拉什特拉邦有12名兒童誤將消毒搓手液當作口服小兒麻痺症疫苗使用，而需住院治療。

### 吸收
FDA於2015年4月30日宣佈，他們正收集更多關於搓手液安全性的科學數據。科學研究表明某些醫療保健用抗菌劑的全身性暴露水平可能被低估，而長期使用可能對人體健康造成潛在風險。這一點在含有醇類和二氯苯氧氯酚的手部消毒產品中尤其值得關注。。

### 外科手術手部消毒
醫事人員在進行任何手術之前必須用溫和的肥皂洗手，然後再用消毒搓手液來消毒雙手。外科手術消毒需用到更多的消毒液劑量和更長的擦拭時間。通常是根據特定的擦手技術進行兩次塗抹，符合EN1499（洗手）和德國標準DIN EN 1500（手部消毒），以確保整個手部均塗佈有抗菌劑。

### 無醇類搓手液

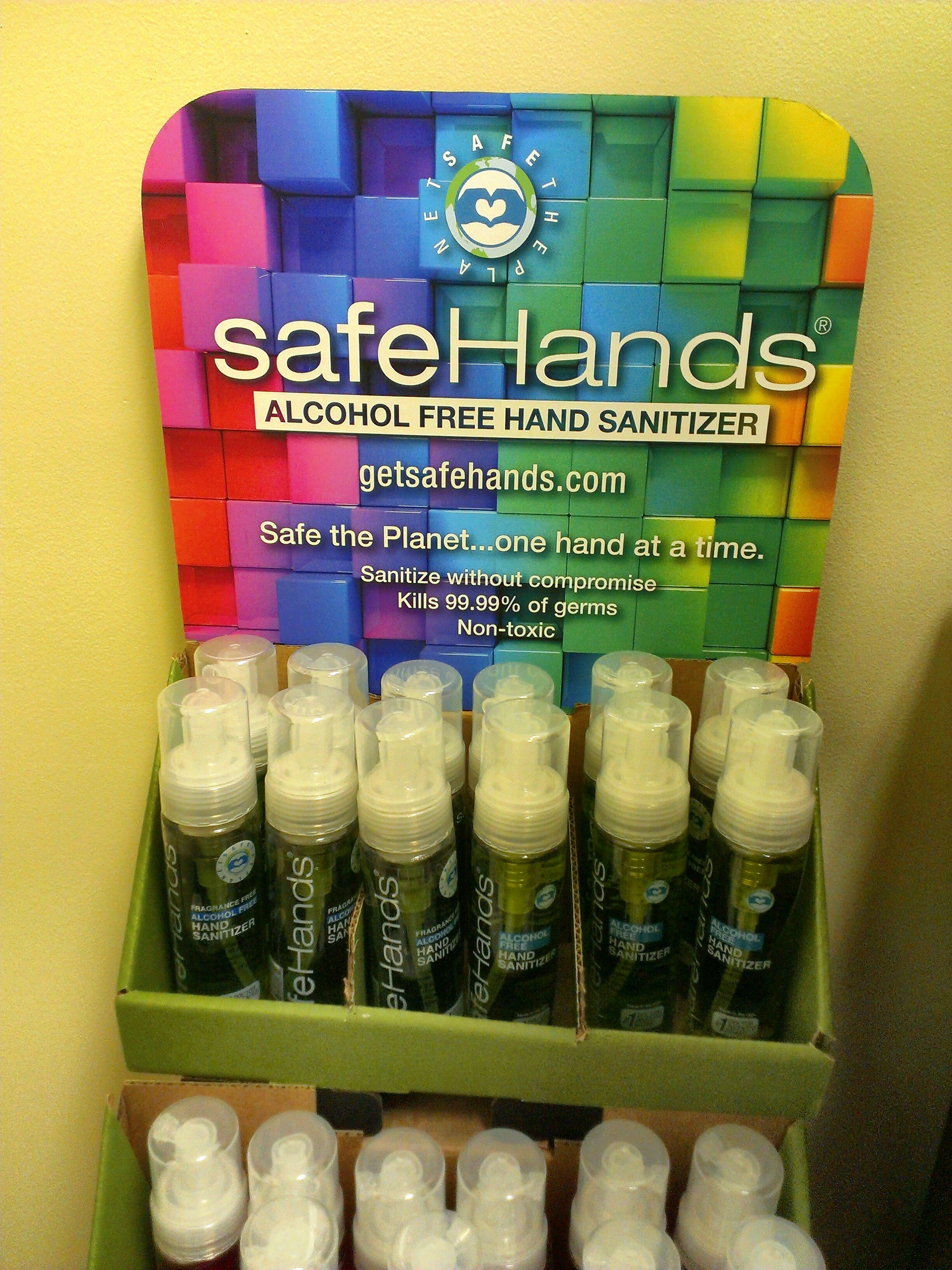
無醇類搓手液產品。

一些搓手液產品使用醇類以外的藥劑來殺滅微生物，例如聚維酮碘、苯扎氯銨或二氯苯氧氯酚。世界衛生組織 (WHO) 和CDC推薦使用"持久性"抗菌劑作為搓手液的成分。持久性的定義為在使用後，可防止或抑制微生物增殖或存活的延續抗菌活性。
實驗室研究顯示殘留的苯扎氯銨可能與MRSA的抗藥性有關聯。糞便細菌可能對酒精消毒劑產生抗藥性。
研究顯示二氯苯氧氯酚會在環境中的生物固體（從污水處理過程中回收的固體有機物）中積累，根據美國國家毒物計劃，二氯苯氧氯酚是污水中所含，排名前7種中的有機污染物之一。它會導致自然生物系統出現各種問題，且當它與氯（例如自來水中所含的）結合時會產生多氯聯苯，是種人類致癌物質。
雖然無醇類搓手液可能在接觸皮膚時立即有效，但替代溶液本身可能會受污染，因為醇類是一種溶液內的防腐劑，溶液中少了它，本身即易受污染。FDA於2009年6月因發現無醇類的Clarcon品牌抗菌搓手液產品受到極高的細菌污染，而要求立即從市場撤下。在製造過程中，任何搓手液受到細菌嚴重污染都會導致消毒劑失效，並可能導致使用部位受到污染微生物感染。

## 類型
市售的搓手液和醫院使用的含有相同的成分：如乙醇和2-丙醇等醇類，有時還會添加四級銨鹽類陽離子界面活性劑，例如苯扎氯銨，其添加量最高可達200ppm（百萬分之一），以提高抗菌效果。雖然僅含醇類的搓手液引起過敏的情況較少，但香料、防腐劑和四級銨鹽可能會導致接觸性過敏。這類成分不像醇類一樣會蒸發，而是會累積形成"黏膩"的殘留物，須用肥皂和水來洗凈。
市售的醇類搓手液以及醫療用途的"手部用醇類"或"醇類手部抗菌劑"均有液體、泡沫和易流動的凝膠等劑型。含有60%至95%（體積比）醇類的產品，能有效抗菌。較低的濃度效果較差，大多數產品的醇類含量在60%至80%之間。
除醇類（乙醇、2-丙醇或1-丙醇）之外，搓手液還含有以下成分：
- 其他抗菌劑，如氯己定和四級銨鹽衍生物、
- 殺孢子劑，如過氧化氫，可消除成分中可能存在的細菌孢子、
- 潤膚劑和膠凝劑，以減少皮膚乾燥和刺激、
- 少量無菌水或蒸餾水、
- 有時還添加發泡劑、著色劑或香料。

## 配方

### WHO配方
WHO發佈以下配方，以指導可能無法獲得市售搓手液的開發中國家，便於自行量產：

#### 配方 1
| 成分        | 所需容量（10公升製備）  | 有效成分 % (v/v) |
| ----------- | ----------------------- | ---------------- |
| 乙醇 96%    | 8333 毫升               | 80%              |
| 甘油 98%    | 145 毫升                | 1.45%            |
| 過氧化氫 3% | 417 毫升                | 0.125%           |
| 蒸餾水      | 以蒸餾水補足至10000毫升 | 18.425%          |

#### 配方 2
| 成分         | 所需容量（10公升製備）  | 有效成分 % (v/v) |
| ------------ | ----------------------- | ---------------- |
| 2-丙醇 99.8% | 7515 毫升               | 75%              |
| 甘油         | 145 毫升                | 1.45%            |
| 過氧化氫 3%  | 417 毫升                | 0.125%           |
| 蒸餾水       | 以蒸餾水補足至10000毫升 | 23.425%          |

## 製作

### COVID-19大流行時期

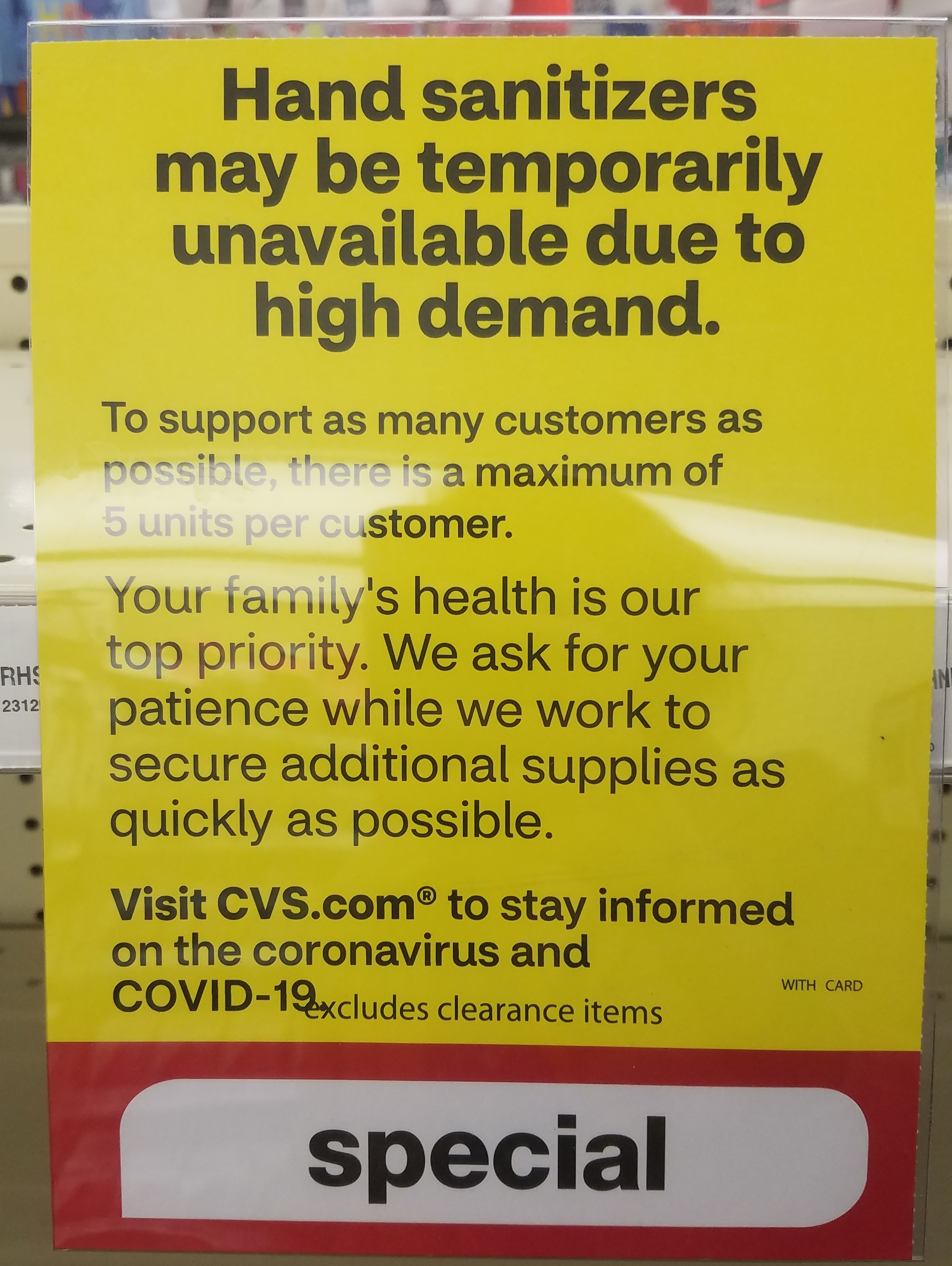
一則美國CVS藥局於2020-03-17發佈，關於消毒搓手液短缺的通知。由於COVID-19疫情導致對搓手液的需求激增，供應因而不足。藥局表示他們正積極尋求新的供應來源，儘速補充。

WHO於2010年發布一份製造搓手液指南，在2020年COVID-19大流行期間發生搓手液短缺後，這份指南重新引起人們的關注。
由於疫情初期有恐慌性搶購，導致搓手液短缺，人們開始使用濃度為60%至99%的2-丙醇或乙醇作手部消毒。但有對於自製搓手液提出的一些警告，例如用量或成分錯誤可能導致醇類含量不足以殺死冠狀病毒，而讓產物無效，甚至有毒。
FDA於2020年6月發布一項建議，不使用墨西哥Eskbiochem SA de CV製造的搓手液產品，理由為其中甲醇含量過高 - 其中有一產品中的甲醇含量高達81%。甲醇可經皮膚吸收，少量即會導致中毒，大量接觸會導致"噁心、嘔吐、頭痛、視力模糊、永久性失明、癲癇發作、昏迷、神經系統永久性損傷或是死亡"。
FDA於2020年8月再將更多會導致危險的搓手液列入警告名單中。

## 註記
1. ↑  Medical research papers sometimes use "n-log" to mean a reduction of n on a (base 10) logarithmic scale graphing the number of bacteria, thus "5-log" means a reduction by a factor of 105, or 99.999%

## 外部連結
- . American Hospital Association, Co-Hosted by the U.S. Centers for Disease Control & Prevention (CDC) and AHA. 2003-07-22. （原始内容存档于2008-03-08）.